# Wim Schalks
Wilhelmus Jacobus Maria (Wim) Schalks (Leiden, 31 maart 1923 – Leiderdorp, 25 oktober 2017) was een Nederlands voetbalscheidsrechter die driemaal een internationale wedstrijd floot.
- Finale van het KNVB beker 1967/68, 3 juni 1968, ADO - AFC Ajax 2-1

## Interlands
| Datum            | Plaats                 | Wedstrijd               | Uitslag | Competitie           | Kreeg geel | Kreeg voor de tweede keer geel en dus rood | Weggestuurd |
| ---------------- | ---------------------- | ----------------------- | ------- | -------------------- | ---------- | ------------------------------------------ | ----------- |
| 26 oktober 1966  | Kopenhagen, Denemarken | Denemarken – Israël     | 3 – 1   | Vriendschappelijk    | 0          | 0                                          | 0           |
| 7 september 1967 | Utrecht, Nederland     | Nederland – Israël      | 1 – 2   | Vriendschappelijk    | 0          | 0                                          | 0           |
| 23 oktober 1968  | Belfast, Noord-Ierland | Noord-Ierland – Turkije | 4 – 1   | Kwalificatie WK 1970 | 0          | 0                                          | 0           |